# Ferrari Daytona SP3
La Ferrari Daytona SP3 est une supercar du constructeur automobile italien Ferrari produite à 599 exemplaires à partir de fin 2021 au 2024. Elle rend hommage au triplé Ferrari lors des 24 Heures de Daytona 1967.

## Présentation

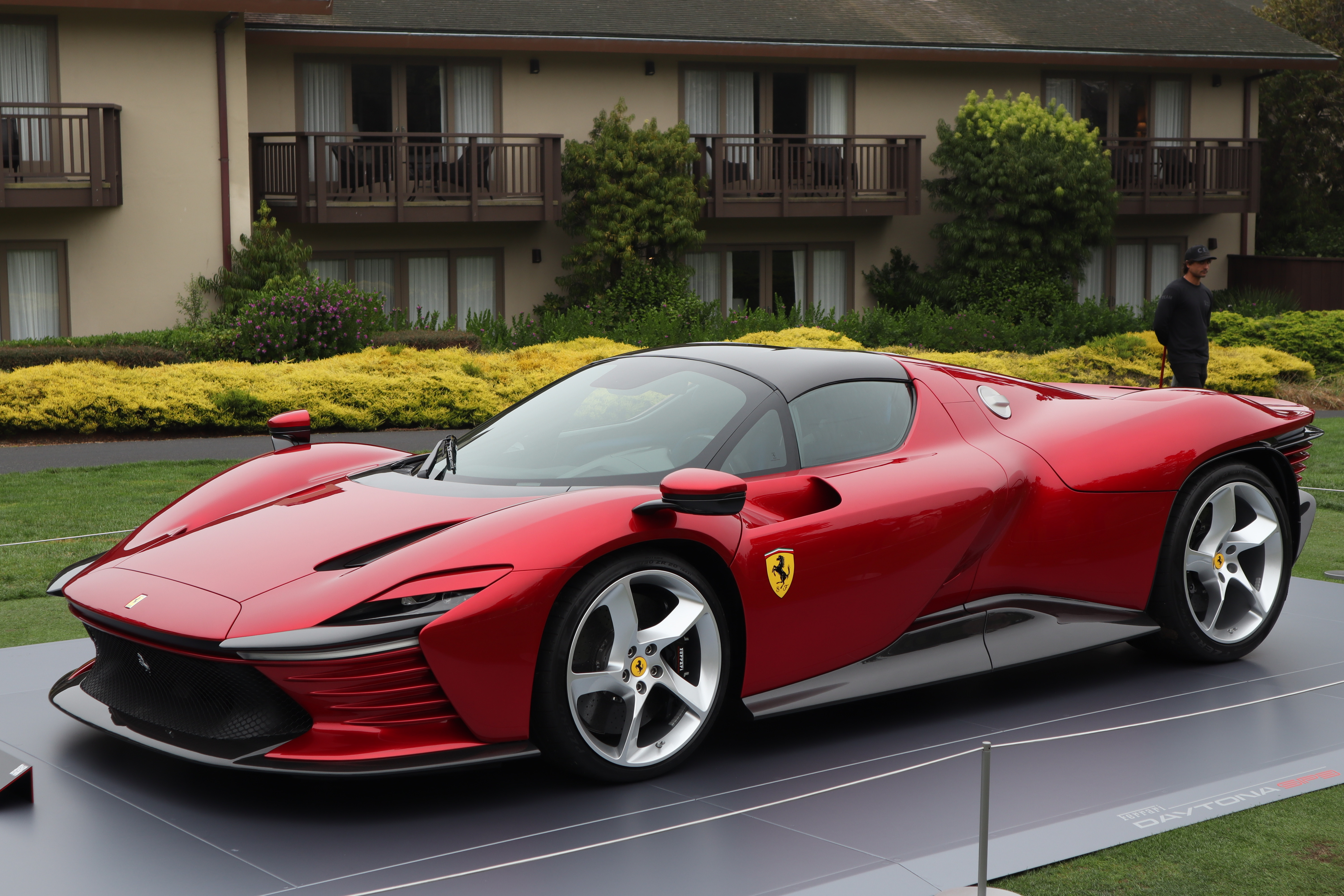
Ferrari Daytona SP3.

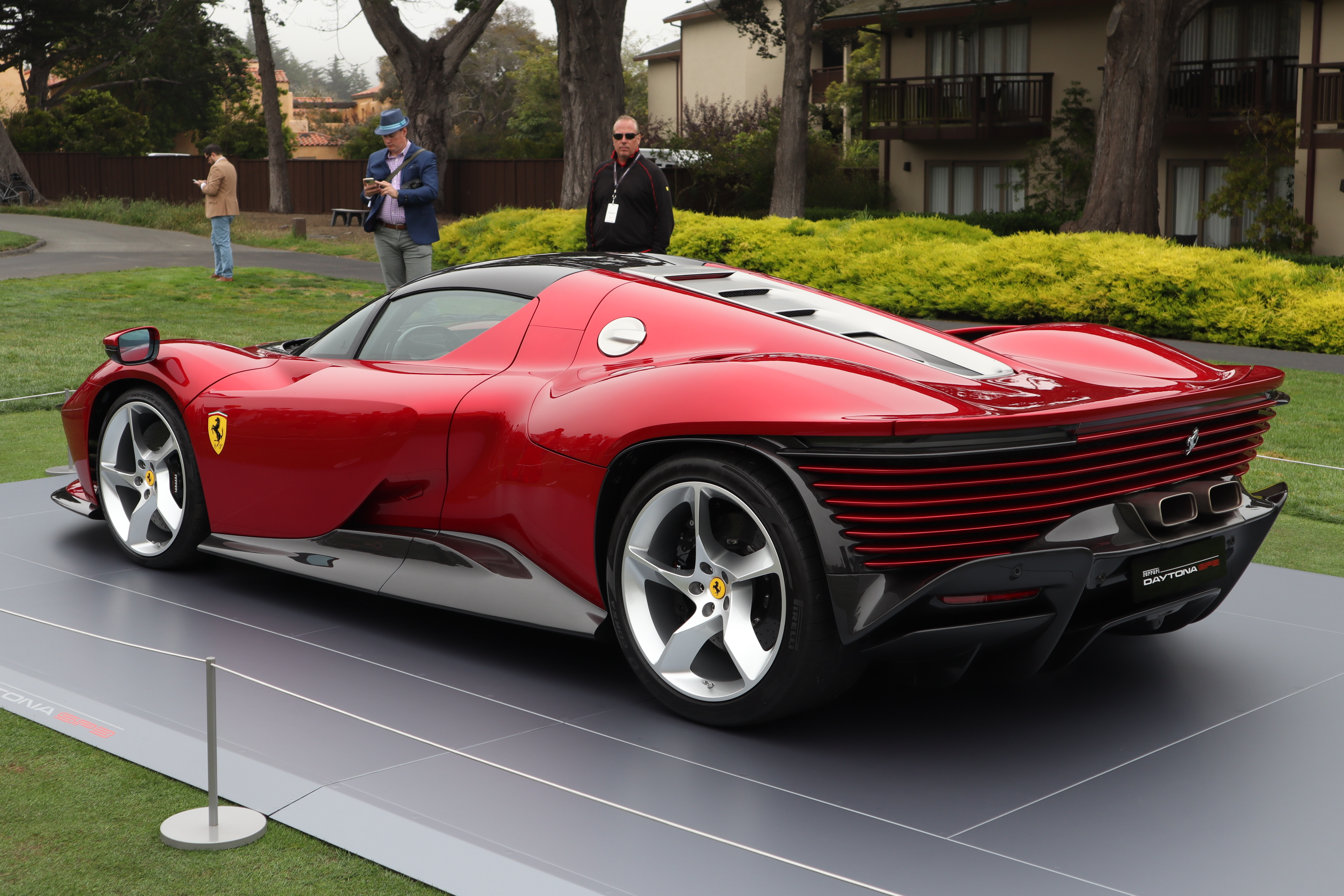

La Ferrari Daytona SP3 est présentée le 20 novembre 2021, sur le circuit du Mugello, dans le cadre des Ferrari Finali Mondiali 2021. Il s'agit d'une berlinette à toit targa. Ce troisième modèle de la gamme Icona de la marque au cheval cabré rend hommage aux succès de Ferrari en compétition dans les années 1960 dont notamment la 330 P3/4.
Son prix atteint deux millions d'euros en Italie.
Seuls les clients privilégiés ou propriétaires d'une Monza SP1 ou SP2 peuvent acquérir une SP3 neuve,.

## Design

### Extérieur
Le centre de design qui a conçu cette Daytona SP3 est dirigé par Flavio Manzoni.
Le design extérieur de la Ferrari Daytona SP3 évoque celui de prototypes de la fin des années 1960 : les 330 P3/4 et 330 P/4. Cette Icona arbore ainsi un pare-brise enveloppant, des ailes avant à double crête ou encore des rétroviseurs placés avant les portes. La Daytona SP3 possède une ligne sculpturale, et peut aussi rappeler l'étude 250 P5 du carrossier italien Pininfarina. L'aérodynamique a bien sûr une place très importante dans la conception de ce modèle ; aussi, ce dernier reçoit des surfaces complexes, dérives, lames... Cela permet également de se passer d'appendices aérodynamiques. La SP3 est dotée de porte à ouverture en élytre.
Pour autant, ce design se veut aussi moderne grâce aux fins bandeaux de LED en ce qui concerne l'éclairage.

### Intérieur
La planche de bord, minimaliste, propose une instrumentation numérique de 16 pouces ainsi qu'un volant sur lequel se trouvent plusieurs commandes. D'après Ferrari, le pilote peut effectuer 80 % des fonctions sans bouger ses mains. 
Les sièges sont fixés au châssis et le pédalier est réglable.

## Caractéristiques techniques
La Daytona SP3 profite du châssis monocoque de la supercar LaFerrari Aperta qui, comme la carrosserie, est réalisée grâce à des matériaux composites. Quelques éléments (portes, seuils) sont quant à eux en fibre de carbone. Les zones sujettes aux impacts proposent aussi du Kevlar.
Cette Icona reçoit le moteur V12 essence de 6,5 litres hérité de la Ferrari 812 Competizione. Gonflé de 10 ch, il permet d'atteindre une puissance maximale de 840 ch, ce qui en fait le moteur le plus puissant jamais produit par Ferrari. Ce moteur est placé en position centrale arrière.
La Daytona SP3 pèse 1 485 kg à vide pour un rapport poids/puissance de 1,77 kg/ch. Les pneus de Pirelli ont été étudiés spécifiquement pour le modèle.

### Motorisation
| Logo de Ferrari              | Daytona SP3                                 |
| ---------------------------- | ------------------------------------------- |
| Moteur                       | V12                                         |
| Alimentation                 | Atmosphérique                               |
| Cylindrée                    | 6 496 cm3                                   |
| Puissance maximale           | 840 ch (618 kW)                             |
| au régime de                 | 9 250 tr/min                                |
| Couple maximal               | 697 N m                                     |
| au régime de                 | 7 250 tr/min                                |
| Boite de vitesses            | Automatique à double embrayage à 7 rapports |
| Vitesse maximale             | 340 km/h                                    |
| 0-100 km/h                   | 2,85 s                                      |
| 0-200 km/h                   | 7,4 s                                       |
| Capacité du réservoir        | 86 litres                                   |
| Masse à sec                  | 1 485 kg                                    |
| Pneumatiques (Avant/arrière) | 265/30 ZR 20 J9.0 345/30 ZR 21 J12.5        |